# Hypsiglena chlorophaea
Espèce
Synonymes
- Hypsiglena torquata chlorophaea Cope, 1860
- Hypsiglena ochrorhyncha deserticola Tanner, 1944
- Hypsiglena ochrorhyncha lorealus Tanner, 1944
- Hypsiglena torquata deserticola Tanner, 1944
- Hypsiglena torquata lorealus Tanner, 1944
- Hypsiglena torquata tiburonensis Tanner, 1981

Hypsiglena chlorophaea  est une espèce de serpents de la famille des Dipsadidae.

## Répartition

Distribution de Hypsiglena chlorophaea chlorophaea

Distribution de Hypsiglena chlorophaea deserticola

Distribution de Hypsiglena chlorophaea loreala

Distribution de Hypsiglena chlorophaea tiburonensis

Cette espèce se rencontre dans le nord-ouest du Mexique, l'Ouest des États-Unis et le Sud de la Colombie-Britannique au Canada.

## Liste des sous-espèces
Selon The Reptile Database (1 avril 2015) :
- Hypsiglena chlorophaea chlorophaea Cope, 1860 - États-Unis (Nouveau-Mexique) et Mexique (Sonora et Sinaloa)
- Hypsiglena chlorophaea deserticola Tanner, 1944 - Canada (Sud de la Colombie-Britannique) États-Unis (Utah, Washington, Nord-Ouest de l'Arizona, Oregon, Idaho, Californie, Nevada) et Mexique (État de Basse-Californie)
- Hypsiglena chlorophaea loreala Tanner, 1944 - États-Unis (Utah, Ouest du Kansas, Nord-Ouest du Nouveau-Mexique et Nord-Est de l'Arizona)
- Hypsiglena chlorophaea tiburonensis Tanner, 1981 - Mexique (Sonora : île Tiburón et île San Esteban)

## Taxinomie
La sous-espèce Hypsiglena chlorophaea catalinae a été élevée au rang d'espèce par Mulcahy, Martínez-Gómez, Aguirre-León, Cervantes-Pasqualli et Zug en 2014.

## Publications originales
- Cope, 1860 : Catalogue of the Colubridae in the Museum of the Academy of Natural Sciences of Philadelphia, with notes and descriptions of new species. Part 2. Proceedings of the Academy of Natural Sciences of Philadelphia, vol. 12, p. 241-266 (texte intégral).
- Tanner, 1944 : A taxonomic study of the genus Hypsiglena. Great Basin Naturalist, vol. 5, no 3-4, p. 25-92 (texte intégral).
- Tanner, 1981 : A new Hypsiglena from Tiburon Island, Sonora, Mexico. Great Basin Naturalist, vol. 41, no 1, p. 139-142 (texte intégral).